# Rzepin
Rzepin (česky historicky Řepín,
německy Reppen) je město v Polsku v Lubušském vojvodství v okrese Słubice, ležící ve gmině Rzepin. Protéká jím řeka Ilanka, pravý přítok Odry. V roce 2022 zde žilo 6 447 obyvatel.

## Název
Název města je odvozován od slova repina – lidový název pro odrůdu javoru, rjepa – řepa nebo od rjepnik – řepné pole. Název může pocházet i od slova ryby. Současná polská etymologie udává původ názvu od slova řepa. V německé literatuře se setkáváme s pojmenováními Reppin, Reppen, naopak v polské s názvy Rypin nebo Rzepin.

## Historie

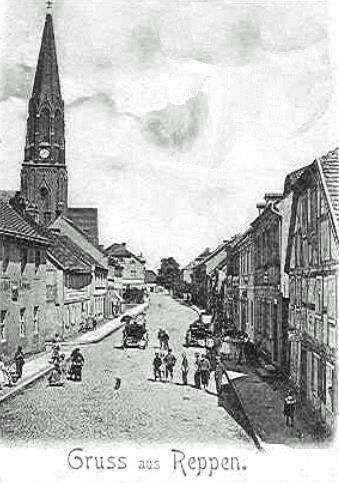
Náměstí a kostel v Rzepině (okolo roku 1900)

První zmínka o městě Rzepin pochází z roku 1297. Městská práva město získalo v roce 1329. V té době byl postavem kostel sv. Kateřiny, nejstarší dochovaná městská památka. Rzepin byl řemeslnickým městem, nacházely se zde soukenické, řeznické, pekařské a ševcovské cechy. Rozvoji města bránily mnohé epidemie nebo požáry, zejména ten, při kterém shořela radnice. Nejstarší plán města pochází z roku 1725. Ve 14. a 15. století dostalo město přídomek „nový“, pravděpodobně díky novým městským právům, které Rzepin obdržel. V roce 1437 se objevuje i přívlastek „malý“. Ani ten se ale neujal, protože od poloviny 15. století se Rzepin vyskytuje bez přídomku. Pouze po druhé světové válce se město na krátký čas nazývalo Rypin Lubuski. Na konci 40. let se vyskytuje pouze název Rzepin.
Krátká historie města v letech 1850-1945:
- 1869 výstavba železnice Frankfurt nad Odrou – Rzepin – Poznaň
- 1875 výstavba železnice Štětín – Rzepin – Głogów
- 1881 výstavba nemocnice
- 1890 výstavba železnice Rzepin – Ośno Lubuskie – Sulęcin - Międzyrzecz
- 1904 Rzepin se stal krajským městem
- 1911–1913 výstavba základní a střední školy
- 1929 výstavba nové městské pošty
- 1939 podle sčítání lidu měl Rzepin 6442 obyvatel a rozloha města byla 2610,6 ha
- 1945 Rzepin byl okupován sovětskými vojsky, docházelo k vysidlování místních obyvatel

## Kulturní a přírodní památky

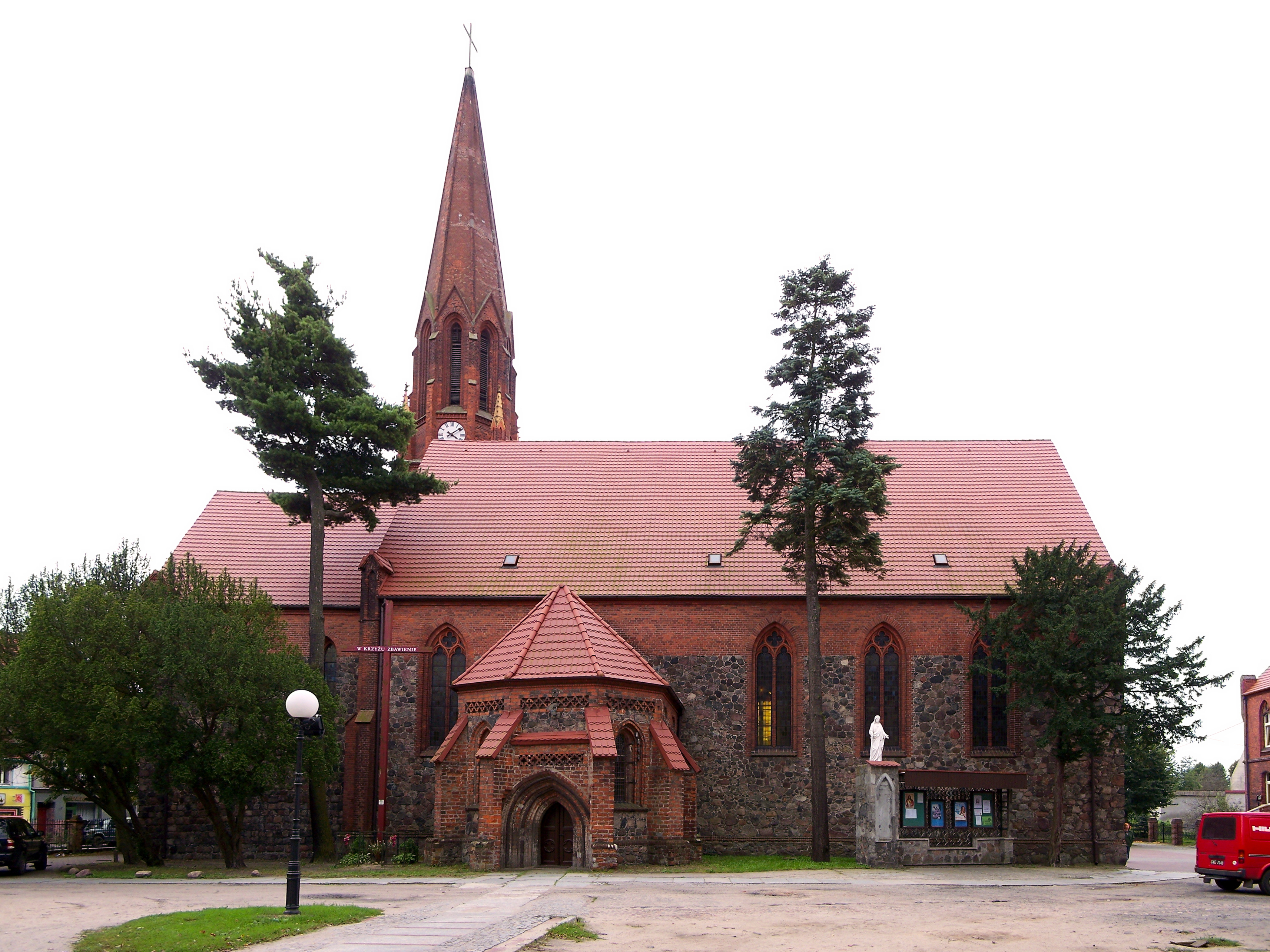
Gotický kostel Nejsvětějšího Srdce Páně v Rzepině

Na seznamu Národního památkového ústavu jsou zapsány tyto památky:
- Farní kostel sv. Kateřiny, nyní kostel Nejsvětějšího Srdce Páně, postavený přibližně v polovině 13. století v pozdně románském stylu. V roce 1878 byl přestavěný v neogotickém stylu. Dnes se nachází v centru města.
- Lovecký zámeček postavený v 18. století v klasicistním stylu

Jiné kulturní a přírodní památky:
- Radnice postavená v roce 1833
- Budova základní školy z počátku 20. století
- Tzv. Čokoládová vila z počátku 20. století v Poznaňské ulici
- Vodní mlýn z počátku 19. století
- Cca 700 let starý dub letní nazvaný Piast, nachází se asi 3 km jižně od města, v obvodu má přibližně 613 cm
- Tzv. Bobří stezka
- Židovský hřbitov

## Partnerská města
-  Hoppegarten, Braniborsko, Německo